# Дмитровка (Бурынский район)
Дмитровка (укр. Дмитрівка) — село,
Суховерховский сельский совет,
Бурынский район,
Сумская область,
Украина.
Код КОАТУУ — 5920987003. Население по переписи 2001 года составляло 236 человек .

## Географическое положение
Село Дмитровка находится на расстоянии в 2 км от правого берега реки Терн.
В 1,5 км расположены сёла Жуковка, Кубраково и Суховерховка.
По селу протекает пересыхающий ручей с запрудой.

## Экономика
- Свинотоварная ферма.